# Myuchelys bellii
Myuchelys bellii е вид влечуго от семейство Chelidae. Видът е застрашен от изчезване.

## Разпространение
Видът е ендемичен за Нов Южен Уелс, Австралия.